# Biebergemünd
Biebergemünd è un comune tedesco di 8 394 abitanti situato nel land dell'Assia.